# Daily Telegraph-affæren
Daily Telegraph-affæren var en skandale i det Tyske Kejserrige. Offentliggørelsen af en samtale mellem den britiske oberst Edward James Stuart Wortley og den tyske kejser Wilhelm 2. den 28. oktober 1908 i Daily Telegraph afstedkom forargelse i den britiske og den tyske offentlighed.

## Affærens opståen
Udløseren af skandalen var flere private samtaler med oberst Wortley, som Wilhelm førte under en ferie i England (Wilhelm var barnebarn af dronning Victoria, og han talte engelsk som en indfødt). Oberst Wortley sammenfattede disse samtaler til et fingeret interview og overlod det til Daily Telegraph. Der sendte man efter sædvanlig praksis manuskriptet til Wilhelm i Berlin og bad om bekræftelse. Kejseren var allerede flere gange kommet i vanskeligheder på grund af sine udiplomatiske udtalelser, hvilket medførte at han overlod det til sin regering af afgive bekræftelsen.
Egentlig var det dermed rigskansler Bernhard von Bülow, som havde fået opgaven. Da han imidlertid var på ferie på Norderney, sendte han angiveligt interviewet ubeset videre. Da hans pressechef Otto Hammann imidlertid også var på ferie, landede artiklen på skrivebordet ved en lavere rangerende embedsmand i udenrigsministeriet, som bekræftede interviewet med sin underskrift. Blandt forskerne er det imidlertid omstridt, om ikke Bülow rent faktisk havde læst interviewet. Mens f.eks. en nyere undersøgelse af Peter Winzen går ud fra, at Bülow kendte interviewet, er ældre biografiske arbejder om Bülow mere skeptiske.
Den internationale forargelse over interviewet kom frem for alt fra fire påstande, som kejseren fremsatte: For det første påstanden om, at han tilhørte et engelskvenligt mindretal i Tyskland, hvorved han i modstrid med det tilsigtede styrkede den britiske frygt for den tyske oprustning. For det andet at han ikke blot havde afvist en russisk-fransk indgriben mod Storbritannien i Boerkrigen, men også havde meddelt dette til dronning Victoria, hvorved han fremstillede sig selv som en selvstændig udenrigspolitiker i europæisk sammenhæng. For det tredje om at det var ved hjælp af hans slagplan, at Boerkrigen var blevet vundet, hvilket var noget af en tilsnigelse. Og for det fjerde at den tyske flådeoprustning ikke var rettet mod Storbritannien men mod landene i Fjernøsten, hvilket ikke mindst var en provokation over for Japan.
Disse udiplomatiske udtalelser var både anmassende og diplomatisk taktløse. Der hvor man så sig i verdenspolitisk konkurrence med det britiske imperium, var man forarget over kejserens forsøg på at indynde sig, og den tilsyneladende indiskretion samt over regeringsapparatets åbenlyse fejlen. Dette blev forstærket af, at kejseren på krisens højdepunkt tog til Donaueschingen til fyrst Max Egon 2. af Fürstenberg for der at koncentrere sig om til dels excentriske fornøjelser.

## Følger
Dette førte efterfølgende til en veritabel statskrise, hvor rigskansleren tilbød at træde tilbage og dele af offentligheden forlangte, at kejseren skulle abdicere. Det allerede længe voksende mishag i selv kejsertro kredse ved det "personlige regime", som Wilhelm førte, brød ud og førte til et krav om, at kejseren skulle nøjes med at være en afmålt optrædende konstitutionel monark. Det tyske folk blev på denne måde igen mindet om den utilfredsstillende forfatningsmæssige situation i riget.

## Politiske konsekvenser
Efterfølgende stod det klart, at alle politiske partier i Rigsdagen og offentligheden var forargede over kejseren, inklusive de konservative. Også kansleren distancerede sig fra kejseren for på den måde at aflede opmærksomheden fra sine egne fejltagelser i forbindelse med godkendelsen af interviewet. Denne splittelse var trods en mæglende samtalte udgangspunkt for, at Bülow blev afskediget den 14. juni 1909. Kejseren drog også visse konsekvenser af skandalen. Mens han indtil da gerne havde slået på den store tromme (f.eks i Hunnertalen), holdt han sig i de følgende år tilbage fra at komme med martialske udtalelser.